# Vadim Ajupov
Vadim Ramil'evič Ajupov (in russo Вадим Рамильевич Аюпов?; Ufa, 13 ottobre 1974) è un ex schermidore russo, specializzato nel fioretto.

## Biografia
Nei campionati europei di scherma ha conquistato una medaglia di bronzo a Bourges nel 2003, nella gara di fioretto a squadre.

## Palmarès
In carriera ha conseguito i seguenti risultati:
- Europei di scherma

Bourges 2003: bronzo nel fioretto a squadre.